# Die Ewoks

Das Logo von Star-Wars

Star Wars: Die Ewoks (englischer  Originaltitel Star Wars: Ewoks (Staffel 1), The All New Ewoks (Staffel 2), am 23. November 2004 teilweise auf DVD wiederveröffentlicht unter dem neuen Originaltitel Star Wars Animated Adventures: Ewoks) ist eine kanadisch-US-amerikanische Zeichentrick-Serie aus dem Jahr 1985, die im Star-Wars-Universum von George Lucas spielt. Die Serie gehört zur unkanonischen Legends-Timeline.

## Inhalt
Chronologisch ist die Serie ein Jahr vor den Ereignissen von Die Rückkehr der Jedi-Ritter angesiedelt, etwa ein Jahr vor dem Bau des neuen Todessterns. Die Handlung erzählt von verschiedenen Geschehnissen zwischen Hexen, Zauberern, Kobolden und den Eingeborenen des Waldmondes, der um den Gasriesen Endor kreist, den Ewoks. Der Ewok Wicket W. Warrick erlebt mit seinen Freunden zahlreiche Abenteuer.

## Produktion und Veröffentlichung
Die Serie wurde im Auftrag von Lucasfilm von Nelvana unter der Regie von Ken Stephenson und Raymond Jafelice produziert. In der zweiten Staffel wurde Jafelice als Regisseur durch Dale Schott ersetzt. Die Erstausstrahlung der ersten Staffel erfolgte vom 7. September bis zum 30. November 1985 durch ABC. Die zweite Staffel wurde vom 13. September bis zum 13. Dezember 1986 ebenfalls auf ABC erstausgestrahlt, wobei 18 dreizehnminütige Folgen als neun Doppelfolgen und die vier restlichen Folgen einzeln gesendet wurden.
Die Serie wurde unter anderem ins Schwedische übersetzt. In Deutschland wurde die erste Staffel der Serie als Die Ewoks zum ersten Mal ab dem 6. April 1988 im ZDF gezeigt. Am 28. September 1988 begann die Ausstrahlung der zweiten Staffel und fand bis zum 13. Juni 1990 statt.
Zusätzlich wurden die Fernsehfilme Die Ewoks – Karawane der Tapferen (1984) und Kampf um Endor (1985) produziert. Zuvor traten die Ewoks erstmals in Die Rückkehr der Jedi-Ritter von 1983 auf.

## Synchronisation
| Rolle              | Englische Synchronsprecher | Englische Synchronsprecher | Deutsche Synchronsprecher | Deutsche Synchronsprecher |
| Rolle              | Staffel 1                  | Staffel 2                  | ZDF                       | Disney+                   |
| ------------------ | -------------------------- | -------------------------- | ------------------------- | ------------------------- |
| Wicket W. Warrick  | Jim Henshaw                | Denny Delk                 | Philipp Brammer           | Xiduo Zhao                |
| Malani             | Alyson Court               | Jeanne Reynolds            | Marina Köhler             |                           |
| Prinzessin Kneesaa | Cree Summer                | Jeanne Reynolds            | Katharina Lopinski        |                           |
| König Gorneesh     | Dan Hennessey              | Cody Ryan                  | Horst Sommer              | Willi Röbke               |
| Latara             | Taborah Johnson            | Sue Murphy                 | Alexandra Ludwig          | Patricia Strasburger      |
| Dobah              | Diane Polley               | Diane Polley               | Hans Zander               |                           |
| Morag              | Jackie Burroughs           | Jackie Burroughs           | Maria Landrock            | Angelika Bender           |
| Teebo              | Eric Petersen              | James Cranna               | Inez Günther              |                           |
| Chirpa             | George Buza                | Rick Cimino                | Walter Reichelt           | Walter von Hauff          |
| Deej Warrick       | Richard Donat              | Richard Donat              | Alexander Allerson        |                           |
| Logray             | Doug Chamberlain           | Rick Cimino                | Manfred Lichtenfeld       | Kai Taschner              |

## Episodenliste

### Erste Staffel
| Folge (gesamt) | Folge (Staffel) | Deutscher Titel                                                    | Originaltitel           | Erstausstrahlung (USA) | Deutschsprachige Erstausstrahlung (D) | Regie                             | Drehbuch               |
| -------------- | --------------- | ------------------------------------------------------------------ | ----------------------- | ---------------------- | ------------------------------------- | --------------------------------- | ---------------------- |
| 1              | 1               | Wie die Ewoks die Thula-Hexe überlistenDie Schreie der Bäume 1     | The Cries of the Trees  | 7. Sep. 1985           | 13. Apr. 1988                         | Ken Stephenson & Raymond Jafelice | Paul Dini              |
| 2              | 2               | Wie die Ewoks ihren Wald rettenDas Geisterdorf 1                   | The Haunted Village     | 14. Sep. 1985          | 6. Apr. 1988                          | Ken Stephenson & Raymond Jafelice | Paul Dini              |
| 3              | 3               | Wie die Ewoks mit dem Riesen Frieden schließenDie Wut der Phlogs 1 | Rampage of the Phlogs   | 21. Sep. 1985          | 20. Apr. 1988                         | Ken Stephenson & Raymond Jafelice | Paul Dini              |
| 4              | 4               | Wie die Ewoks ihrem Ältesten das Leben rettenRettet Deej 1         | To Save Deej            | 28. Sep. 1985          | 4. Mai 1988                           | Ken Stephenson & Raymond Jafelice | Bob Carrau             |
| 5              | 5               | Wie die Ewoks Latara suchen gehenDie reisenden Jindas 1            | The Traveling Jindas    | 5. Okt. 1985           | 25. Mai 1988                          | Ken Stephenson & Raymond Jafelice | Bob Carrau             |
| 6              | 6               | Wie die Ewoks den Baum des Lichts bewahrenDer Baum des Lichts 1    | The Tree of Light       | 12. Okt. 1985          | 31. Aug. 1988                         | Ken Stephenson & Raymond Jafelice | Bob Carrau             |
| 7              | 7               | Wie die Ewoks den Jindas helfenDer Fluch der Jindas 1              | The Curse of the Jindas | 19. Okt. 1985          | 1. Jun. 1988                          | Ken Stephenson & Raymond Jafelice | Bob Carrau             |
| 8              | 8               | Wie die Ewoks das Reich der Gupins rettenDas Land der Gupins 1     | The Land of the Gupins  | 26. Okt. 1985          | 18. Mai 1988                          | Ken Stephenson & Raymond Jafelice | Bob Carrau             |
| 9              | 9               | Wie die Ewoks das Böse besiegenSonnenstern gegen Schattenstein 1   | Sunstar vs. Shadowstone | 2. Nov. 1985           | 27. Apr. 1988                         | Ken Stephenson & Raymond Jafelice | Paul Dini              |
| 10             | 10              | Wie die Ewoks ihren Kampfwagen opfernWickets Wagen 1               | Wicket’s Wagon          | 9. Nov. 1985           | 11. Mai 1988                          | Ken Stephenson & Raymond Jafelice | Paul Dini              |
| 11             | 11              | Wie die Ewoks gegen die Würgpflanzen kämpfenDie drei Lektionen 1   | The Three Lessons       | 16. Nov. 1985          | 14. Sep. 1988                         | Ken Stephenson & Raymond Jafelice | Bob Carrau             |
| 12             | 12              | Wie die Ewoks ihre Ernte vor den Thuloks sichernBlaue Ernte 1      | Blue Harvest            | 23. Nov. 1985          | 21. Sep. 1988                         | Ken Stephenson & Raymond Jafelice | Paul Dini & Sam Wilson |
| 13             | 13              | Wie die Ewoks eine zweite Prinzessin bekommenAsha 1                | Asha                    | 30. Nov. 1985          | 7. Sep. 1988                          | Ken Stephenson & Raymond Jafelice | Paul Dini              |

### Zweite Staffel
In den USA gab es bei der zweiten Staffel vier 25-minütige Episoden und neun Episoden, bei denen jeweils zwei 13-minütige Geschichten zusammen ausgestrahlt wurden. In Deutschland wurde jedoch von der Original-Ausstrahlungsreihenfolge und Zuschnitt der Episoden abgewichen. Ob alle Episoden schon vom ZDF in Deutschland gezeigt wurden, lässt sich aktuell nicht komplett nachvollziehen, weshalb bei diesen Episoden das Datum angegeben ist, bei dem auf Disney+ die zweite Synchronfassung hinzugefügt wurde.
| Folge (gesamt) | Folge (Staffel) | Deutscher Titel                                          | Originaltitel                 | Erstausstrahlung (USA) | Deutschsprachige Erstausstrahlung (D) | Regie                        | Drehbuch                |
| -------------- | --------------- | -------------------------------------------------------- | ----------------------------- | ---------------------- | ------------------------------------- | ---------------------------- | ----------------------- |
| 14             | 1               | Wie aus Latara fast ein Stein wurdeDer Kristallumhang 1  | The Crystal Cloak             | 13. Sep. 1986          | 28. Sep. 1988                         | Ken Stephenson & Dale Schott | Paul Dini               |
| 14             | 1               | Warum die Blätterkönigin böse wurdeDie Wunschpflanze 1   | The Wish Plant                | 13. Sep. 1986          | 2. Nov. 1988                          | Ken Stephenson & Dale Schott | Bob Carrau              |
| 15             | 2               | Wie Wicket verschwandZuhause ist, wo die Shrieks sind 1  | Home Is Where the Shrieks Are | 20. Sep. 1986          | 25. Aug. 2022 3                       | Ken Stephenson & Dale Schott | Bob Carrau              |
| 15             | 2               | Wie Latara beinahe Königin wurdePrinzessin Latara 1      | Princess Latara               | 20. Sep. 1986          | 9. Nov. 1988                          | Ken Stephenson & Dale Schott | Paul Dini               |
| 16             | 3               | Die Sache mit der ZauberkappeDer Raich 1                 | The Raich                     | 27. Sep. 1986          | 12. Okt. 1988                         | Ken Stephenson & Dale Schott | Michael Reaves          |
| 17             | 4               | Der Totem-Meister 1                                      | The Totem Master              | 4. Okt. 1986           | 25. Aug. 2022 3                       | Ken Stephenson & Dale Schott | Bob Carrau              |
| 17             | 4               | Wie Wicket ein Geschenk brauchteEin Geschenk für Shodu 1 | A Gift for Shodu              | 4. Okt. 1986           | 25. Aug. 2022 3                       | Ken Stephenson & Dale Schott | Paul Dini               |
| 18             | 5               | Der unheimliche FremdeDie Nacht des Fremden 1            | Night of the Stranger         | 11. Okt. 1986          | 5. Okt. 1988                          | Ken Stephenson & Dale Schott | Paul Dini               |
| 19             | 6               | Wie die Zwerge Wicket fingenBei den Mimphs 1             | Gone With The Mimphs          | 18. Okt. 1986          | 11. Apr. 1990                         | Ken Stephenson & Dale Schott | Linda Woolverton        |
| 19             | 6               | Wie ein Schwindler die Ewoks betrogDer erste Schüler 1   | The First Apprentice          | 18. Okt. 1986          | 11. Apr. 1990                         | Ken Stephenson & Dale Schott | Paul Dini               |
| 20             | 7               | Der kranke KaufmannEin schwieriger Kunde 1               | Hard Sell                     | 25. Okt. 1986          | 25. Apr. 1990                         | Ken Stephenson & Dale Schott | Michael Reaves          |
| 20             | 7               | Tibur, der KriegerEin Krieger und ein Lurdo 1            | A Warrior and a Lurdo         | 25. Okt. 1986          | 29. Okt. 2022 3                       | Ken Stephenson & Dale Schott | Michael Dubil           |
| 21             | 8               | Zwei ungleiche BrüderDas Jahreszeiten-Zepter 1           | The Season Scepter            | 1. Nov. 1986           | 19. Okt. 1988                         | Ken Stephenson & Dale Schott | Bob Carrau              |
| 22             | 9               | Die Seeschlacht 2                                        | Prow Beaten                   | 8. Nov. 1986           | 25. Apr. 1990                         | Ken Stephenson & Dale Schott | Bob Carrau              |
| 22             | 9               | Der falsche BagaBagas Rivale 1                           | Baga’s Rival                  | 8. Nov. 1986           | 13. Jun. 1990                         | Ken Stephenson & Dale Schott | Linda Woolverton        |
| 23             | 10              | Horvilles Hütte des Schreckens 1                         | Horville’s Hut of Horrors     | 15. Nov. 1986          | 29. Okt. 2022 3                       | Ken Stephenson & Dale Schott | Paul Dini               |
| 23             | 10              | Auf Schatzsuche mit der ZauberflöteDie tragische Flöte 1 | The Tragic Flute              | 15. Nov. 1986          | 16. Mai 1990                          | Ken Stephenson & Dale Schott | Bob Carrau              |
| 24             | 11              | Von bösen Zauberern und GlückskoboldenSo ein Glück 1     | Just My Luck                  | 22. Nov. 1986          | 18. Apr. 1990                         | Ken Stephenson & Dale Schott | Michael Dubil           |
| 24             | 11              | Norkys Erziehung 1                                       | Bringing Up Norky             | 22. Nov. 1986          | 29. Okt. 2022 3                       | Ken Stephenson & Dale Schott | Bob Carrau & Earl Kress |
| 25             | 12              | Der Kampf um den Sonnenstern 2                           | Battle for the Sunstar        | 6. Dez. 1986           | 26. Okt. 1988                         | Ken Stephenson & Dale Schott | Paul Dini               |
| 26             | 13              | Kneesaas Fest 2                                          | Party Ewok                    | 13. Dez. 1986          | 6. Jun. 1990                          | Ken Stephenson & Dale Schott | Bob Carrau              |
| 26             | 13              | Malanis SiegMalani die Kriegerin 1                       | Malani The Warrior            | 13. Dez. 1986          | 6. Jun. 1990                          | Ken Stephenson & Dale Schott | Stephen Langford        |

## Comic
1985 bis 1987 erschienen bei Marvel Comics zweimonatlich eine Ewoks-Comicserie mit insgesamt 14 Ausgaben.

## Heimvideoveröffentlichung
Im Jahr 1986 wurden VHS-Kassetten der Ewoks in Deutschland veröffentlicht, jedoch nur als Leih-Video.
Am 23. November 2004 wurden einige Folgen der Serie auf DVD wiederveröffentlicht. Hierfür wurde der Originaltitel nun zu Star Wars Animated Adventures: Ewoks geändert. Dies stellt den Zusammenhang zu Star Wars deutlicher heraus, auch für diejenigen, die die Ewoks ohne Kenntnis von Star Wars: Episode VI – Die Rückkehr der Jedi-Ritter nicht als Teil der Star-Wars-Universums erkennen. Dafür wurden jeweils 4 Episoden zu einem Film zusammengeschnitten: Die Episoden 1–3 & 9 als The Haunted Village und die Episoden 4–5, 10 & 13 als Tales from the Endor Woods. Die restlichen Episoden wurden nicht auf DVD veröffentlicht. Zur gleichen Zeit wurde auch die andere Zeichentrickserie aus dem Star-Wars-Universum, Freunde im All (Originaltitel ursprünglich Droids) nach dem gleichen Titelschema als Star Wars Animated Adventures: Droids auf DVD wiederveröffentlicht.
Am 2. April 2021 wurde die komplette Serie als Star Wars Vintage: Ewoks in ausgewählten Ländern – darunter die USA, Großbritannien und Australien – auf Disney+ veröffentlicht. Seit dem 18. Juni 2021 ist die Serie dort auch im deutschsprachigen Raum als Star Wars Vintage: Die Ewoks verfügbar. Jedoch zunächst nicht mit deutscher Synchronisation, sondern nur in englischer Originalfassung.